# Syspasis maruyamensis
Syspasis maruyamensis är en stekelart som först beskrevs av Tohru Uchida 1930.  Syspasis maruyamensis ingår i släktet Syspasis och familjen brokparasitsteklar. Inga underarter finns listade i Catalogue of Life.